# Pic de les Pales del Port
El Pic de les Pales del Port és una muntanya de 2.231 metres que es troba entre els municipis de la Vall de Boí i de Vilaller, a la comarca de l'Alta Ribagorça.